# William Machado de Oliveira
William Machado de Oliveira, detto William (Belo Horizonte, 24 agosto 1976), è un ex calciatore brasiliano, di ruolo difensore.

## Caratteristiche tecniche
Giocava come difensore centrale.

## Carriera

### Club
Iniziò la carriera nel Sete de Setembro. Giocò per Ipatinga e Desportiva prima di passare al Cruzeiro nel 2000, ma vi rimase poco, prima di passare al Cabofriense, di Rio de Janeiro per disputare il Campionato Carioca.
Nel 2002, tornò nello Stato di Minas Gerais per giocare nell'América - MG. In breve tempo girò diverse squadre, come Francana, Portuguesa, Joinville e Sport, prima di tornare all'Ipatinga, con il quale vinse il Campionato Mineiro 2005.
Nel 2006, dopo le buone prestazioni nell'Ipatinga, fu acquistato dal Grêmio dello Stato di Rio Grande do Sul, guidato da Mano Menezes, che ritrovò al Corinthians. Dopo la partenza di Betão William fu eletto capitano del club.

## Palmarès

### Club

#### Competizioni nazionali
- Coppa del Brasile: 2

Cruzeiro: 2000
Corinthians: 2009
- Campionato Mineiro: 1

Ipatinga: 2005
- Campionato Gaúcho: 2

Grêmio: 2006, 2007
- Campionato brasiliano di seconda divisione: 1

Corinthians: 2008
- Campionato paulista: 1

Corinthians: 2009